# 伊薩亞斯·阿費沃爾基
伊薩亞斯·阿費沃爾基（1946年2月2日—）是厄立特里亚的開國領袖暨厄立特里亚总统、人民民主与正义阵线中央委員會主席，自1993年起擔任該國的領導人。

## 早期生活
阿費沃爾基出生於厄立特里亞阿斯馬拉的阿巴·夏爾（Aba Shi'Aul）地區，就讀Makonnen王子中學（PMSS）。在1960年代初期，他加入了民族主義厄立特里亞學生運動。1965年，他開始在埃塞俄比亞亞的斯亞貝巴的Haile Selassie I大學（現稱亞的斯亞貝巴大學）的工程學院學習。

## 獨立運動
1991年5月，阿费沃尔基領導厄利垂亞人民解放陣線於歷時三十年的厄利垂亞獨立戰爭中獲勝。

## 建國後
1993年厄立特里亚從埃塞俄比亞人民民主共和國獨立后，阿费沃尔基由实行一黨專政的人民民主与正义阵线推举担任總統至今。

## 批評
阿费沃尔基因侵犯人權而遭聯合國與國際特赦組織關注。無國界記者組織連續數年將阿費沃爾基政府領導的厄利垂亞名列新聞自由指數黑名單。

## 與中華人民共和國的關係
阿費沃爾基曾於1967年與厄解陣創黨人罗莫丹·穆罕默德·努尔到中國南京陸軍指揮學院接受軍事訓練。阿費沃基於1994年，2005年，2023年三次訪問中華人民共和國，在他主政之下與中華人民共和國關係良好，至2021年10月，中華人民共和國政府已派出14批醫療專家團隊前往當地。厄政府也多番在國際事務中支持中國，包括支持《香港國家安全法》及新疆政策。
2022年1月6日，阿費沃爾基總統接見了到訪的中國國務委員兼外交部長王毅，祝賀中共建黨100周年，同時就兩國合作交換意見，王毅贊許他為「中國人民真誠的老朋友」。
2023年5月15日，阿費沃爾基第三次訪問中國，同一天到達北京，中共中央外事辦主任王毅和中國外交部長秦剛負責接待及全程陪同，並得到中共中央總書記習近平接見，之後轉到四川省訪問。

## 個人
阿費沃爾基於1981年結婚，有3名子女，一家皆信奉基督教。

## 荣誉

### 外国勋章奖章
- 阿卜杜勒國王勳章(16 September 2018)[3]
- 塞爾維亞共和國勳章, 二級 (2016)[4]
- 扎耶德勋章（阿联酋，2018年7月24日于阿布扎比总统府颁发[5]）